# Francesco Pisani
Pour les articles homonymes, voir Pisani.
Francesco Pisani, en français François Pisani, né vers 1474 (probablement à Venise), et mort à Rome le 28 juin 1570, est un cardinal italien.

## Biographie
Fils d'Aloïsius Pisani, procurateur de Saint-Marc à Venise, Francesco Pisani fut créé cardinal en 1517 par le pape Léon X, puis nommé évêque de Padoue en 1524, et est consacré le 5 mai 1527 par Alexandre Farnèse. Il est nommé évêque de Trévise en 1528. De 1535 à 1561, il fut abbé commendataire de Prémontré. Il fut aussi à partir des années 1540, archevêque de l'Égée, mais il ne se rendit jamais sur Naxos.
Jules II le nomma à l'archevêché de Narbonne le 3 mai 1551. Sa situation sur ce siège fut quelque peu équivoque, car il laissa le tiers des revenus du diocèse, ainsi que la présentation aux bénéfices à son prédécesseur, le cardinal de Tournon. Le pouvoir réel fut exercé par le vicaire général de Francesco Pisani, Alexandre Zerbinati, professeur de droit et protonotaire du Saint-Siège, qualifié d'administrateur perpétuel ou commendataire, qui conféra aussi les bénéfices au nom du cardinal de Tournon. Il est probable que le cardinal Pisani ne vint jamais dans sa métropole.
De 1553 à 1555, Le cardinal Pisani se fait construire une villa à Montagnana (Vénétie) sur les plans d'André Palladio.
Cardinal-évêque d'Albano de 1555 à 1557, puis de Frascati de 1557 à 1562, de Porto-Sainte-Rufine de 1562 à 1564, et enfin, comme doyen du Collège des cardinaux de 1564 à 1570, d'Ostie, Francesco Pisani se démit de l'archevêché de Narbonne en 1563, et de l'évêché de Trévise en 1564. Il mourut à Rome en 1570, âgé de quatre-vingt-seize ans, et fut inhumé à Saint-Marc de Venise.

## Succession apostolique
Francesco Pisani a ordonné les évêques suivants :
- Évêque Giorgio Corner (en) (1552)
- Cardinal Alfonso Gesualdo (1564)